# Basílica de Nuestra Señora de la Merced (Córdoba)
La Basílica de Nuestra Señora de la Merced es una iglesia católica en la capital provincial de Córdoba, Argentina. La antigua iglesia del monasterio de los mercedarios fue consagrada a María, la Madre de Dios, bajo la advocación de María del rescate de los prisioneros. La iglesia de la Archidiócesis de Córdoba lleva el título de basílica menor.

## Historia
La iglesia se remonta al contiguo Monasterio Mercedario de San Laurentius, que fue aprobado en 1601. El convento de San Lorenzo Mártir fue la casa de formación de la orden, donde se reunieron un gran número de sacerdotes. En ese momento la Basílica de la Merced se convirtió, en palabras de los obispos de Córdoba, en “el confesionario de Córdoba”.
La basílica actual también se construyó como iglesia de monasterio. Para este tercer edificio, la fachada principal se completó finalmente en 1869 como obra de los arquitectos italianos Bettoli y Kanepa. La iglesia fue elevada al rango de basílica menor por el papa Pío XI en 1926.

## Edificio
El eclecticismo reunió varios estilos historicistas como el clasicismo italiano con referencias a basílicas romanas y torres alemanas. La iglesia de tres naves con crucero tiene forma de basílica. Las filas de columnas de los pasillos laterales con sus altares laterales son rectangulares y macizas. El coro largo termina con un ábside de tres lados. La bóveda de cañón colorida de la nave principal se abre con tapas cosidas a las ventanas del pasillo superior. La cúpula de cruce se eleva sobre un tambor. Mucho está revestido como mármol.
De las iglesias anteriores se conserva el púlpito barroco de 1776, cuya riqueza en Argentina solo es superada por la iglesia catedral de Jujuy, así como el altar de finales del siglo XVIII y el ornamentado portal principal realizado en madera de cedro paraguayo.